# Ďurkovce
Ďurkovce és un poble i municipi d'Eslovàquia. Es troba a la regió de Banská Bystrica.

## Història
La primera menció escrita de la vila es remunta al 1262.

## Demografia
| Godina             | 1994 | 2004    | 2014   | 2024 |
| ------------------ | ---- | ------- | ------ | ---- |
| Nombre de persones | 151  | 128     | 140    | 112  |
| Diferència         |      | −15,23% | +9,37% | −20% |

| Godina             | 2023 | 2024   |
| ------------------ | ---- | ------ |
| Nombre de persones | 114  | 112    |
| Diferència         |      | −1,75% |